# Littérature africaine
La littérature africaine remonte à la plus haute Antiquité avec les écrits de l'Égypte antique, 4 500 ans environ avant le présent. Les épopées, les histoires et les contes traditionnels témoignent d'une importante tradition orale (aussi apte à la description du monde, à l'expression de soi, à la persuasion d'autrui, etc.), répandue à travers le continent, tandis que le patrimoine littéraire écrit se développe considérablement au XXe siècle. Les langues anglaise, française et portugaise, héritées de la colonisation, ou la langue arabe répandue en Afrique du Nord, sont couramment employées par les écrivains africains, mais la littérature écrite en langues africaines s'affirme peu à peu.

## Littératures antiques en Afrique

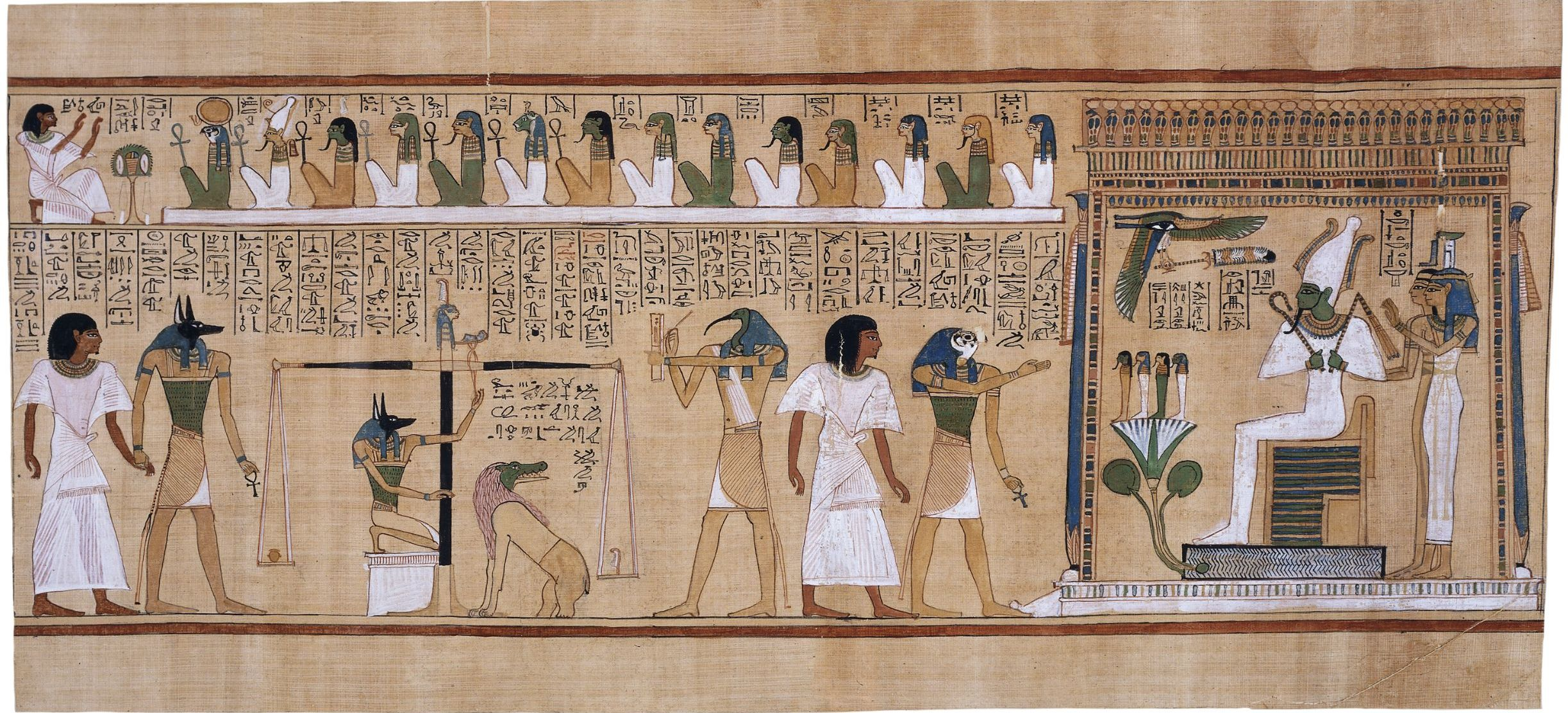
Scène de Livre des morts des Anciens Égyptiens.

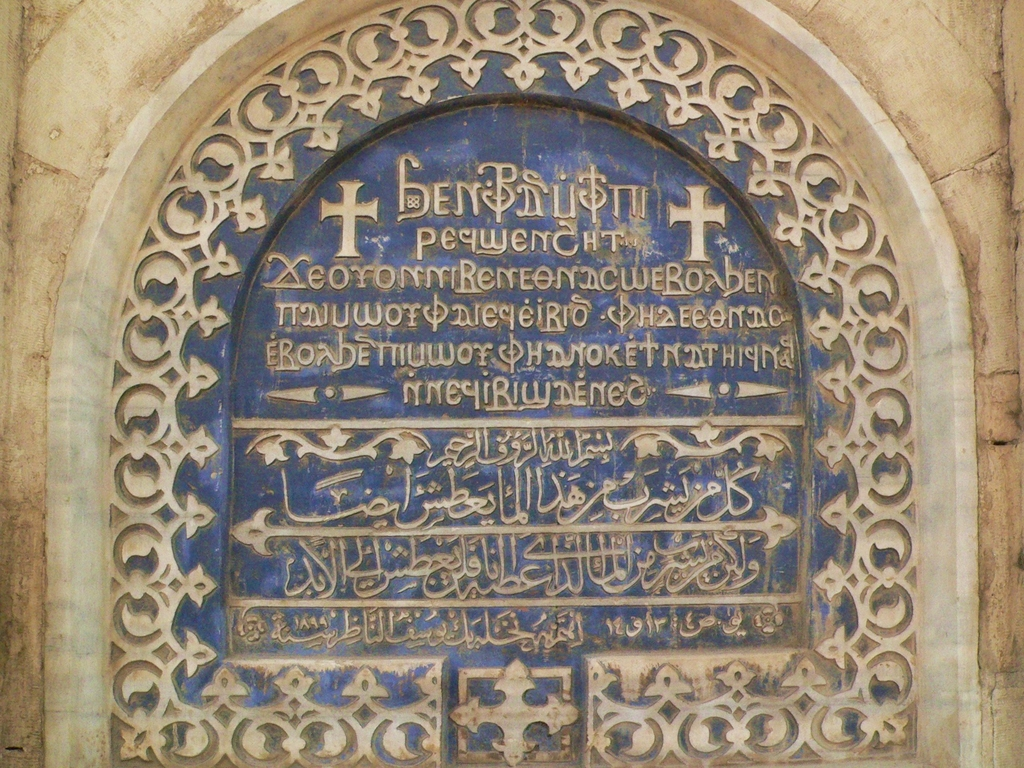
Inscriptions coptes et arabes dans une église du Vieux Caire.

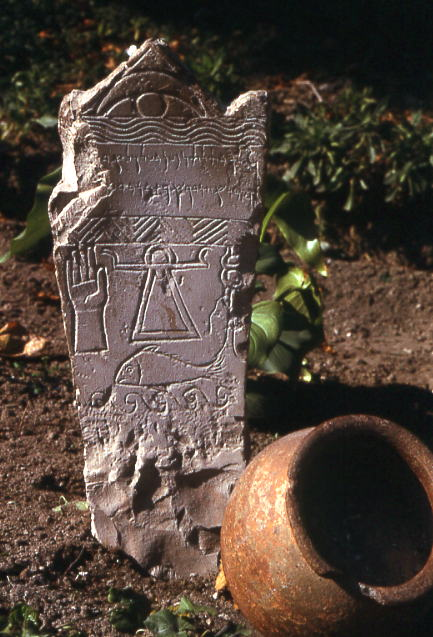
Stèle montrant l'alphabet phénicien, Tophet de Carthage, Tunisie.

### Littérature de l'Égypte antique
La littérature de l'Égypte antique, en égyptien ancien, avec écriture hiéroglyphique, pendant au moins deux millénaires, de l'époque pharaonique jusqu'à la fin de la domination romaine. Aujourd'hui, cette langue survit avec la langue copte, qui est restée la langue liturgique de l'Église copte. Ainsi, la littérature égyptophone d'Afrique du Nord est après la littérature sumérienne de Mésopotamie, la plus ancienne du monde. 
La pierre de Rosette est la clé de la redécouverte de l'égyptien ancien, dont la connaissance était perdue depuis la fin de l'époque romaine. Il s'agit d'un fragment de stèle en granodiorite qui montre le même texte en hiéroglyphes, en écriture démotique et en alphabet grec. Découverte en 1799, pendant la campagne d'Égypte de Bonaparte, elle est traduite, en 1822, par le français Jean-François Champollion.
Parmi les œuvres les plus connues, se trouvent le livre des morts des Anciens Égyptiens, les Textes des pyramides, et le livre de la vache du ciel. En général, ces livres sont écrits en scripte hiéroglyphique ou hiératique sur des rouleaux de papyrus, ou bien gravés en scripte hiéroglyphique sur des murs de pierre dans les monuments d'Égypte.
- Littérature copte, philosophie copte (en), coptologie, alphabet copte.

### Littératures phénicienne, grecque et latine
La civilisation carthaginoise fut un grand empire à l’emplacement de la Tunisie actuelle. Sa littérature disparait après les guerres puniques, avec la destruction des bibliothèques de Carthage. Cette littérature s'écrivait en phénicien et en grec ancien. Les auteurs les plus connus sont les tardifs Diogène Laërce et Clitomaque de Carthage, ou encore Sanchoniathon, selon Philon de Byblos : Littérature phénicio-punique (es).
La Cyrénaïque antique (Est de la Libye) est longtemps colonisée par des cités grecques : Cyrène fondée en -630 par des colons de Théra (Santorin), Barkè, Taucheira (Arsinoé, aujourd'hui Tokra), Barca (Ptolémaïs), et enfin Euhespérides (Béréniké, aujourd'hui Benghazi) : Libye antique.
Pendant la dynastie lagide (dite dynastie des Ptolémées), alors que l'Égypte est une colonie grecque, la bibliothèque d'Alexandrie devient la plus célèbre bibliothèque de l'Antiquité. Selon Ibn Khaldoun, Amr ibn al-As détruit cette bibliothèque en 642 sur l'ordre du calife Omar ibn al-Khattâb.
Après les guerres puniques, Rome est le pouvoir principal en Afrique du Nord. L'Afrique romaine produit de nombreuses œuvres littéraires en latin. Parmi les auteurs d'expression latine les plus connus, figurent Térence, Apulée, Florus, Tertullien, Sulpice Apollinaire, Nonius Marcellus, ainsi que des grammairiens comme Terentianus dit le Maure, Fronton, Marius Victorinus ou Atilius Fortunatianus. Le philosophe et théologien Augustin d'Hippone, auteur des Confessions, était aussi un auteur latino-berbère. Il se définit lui-même comme un écrivain punique, mais la langue maternelle de ce Père de l’Église catholique était probablement le latin.
Pendant le Moyen Âge, les universités musulmanes collectionnent, protègent et traduisent en arabe de nombreux textes grecs et latins. Sans cette préservation en Afrique, puis la transmission, il est probable que plusieurs œuvres auraient disparu.
Voir :
- Littérature latine d'Afrique romaine, Littérature byzantine ;
- Âge d'or de l'Islam, Traductions arabes du IXe siècle ;
- Traductions latines du XIIe siècle, Renaissance du XIIe siècle, Renaissances médiévales ;
- Science et technologie byzantines, Apports byzantins à la Renaissance italienne.

## Littérature en amharique

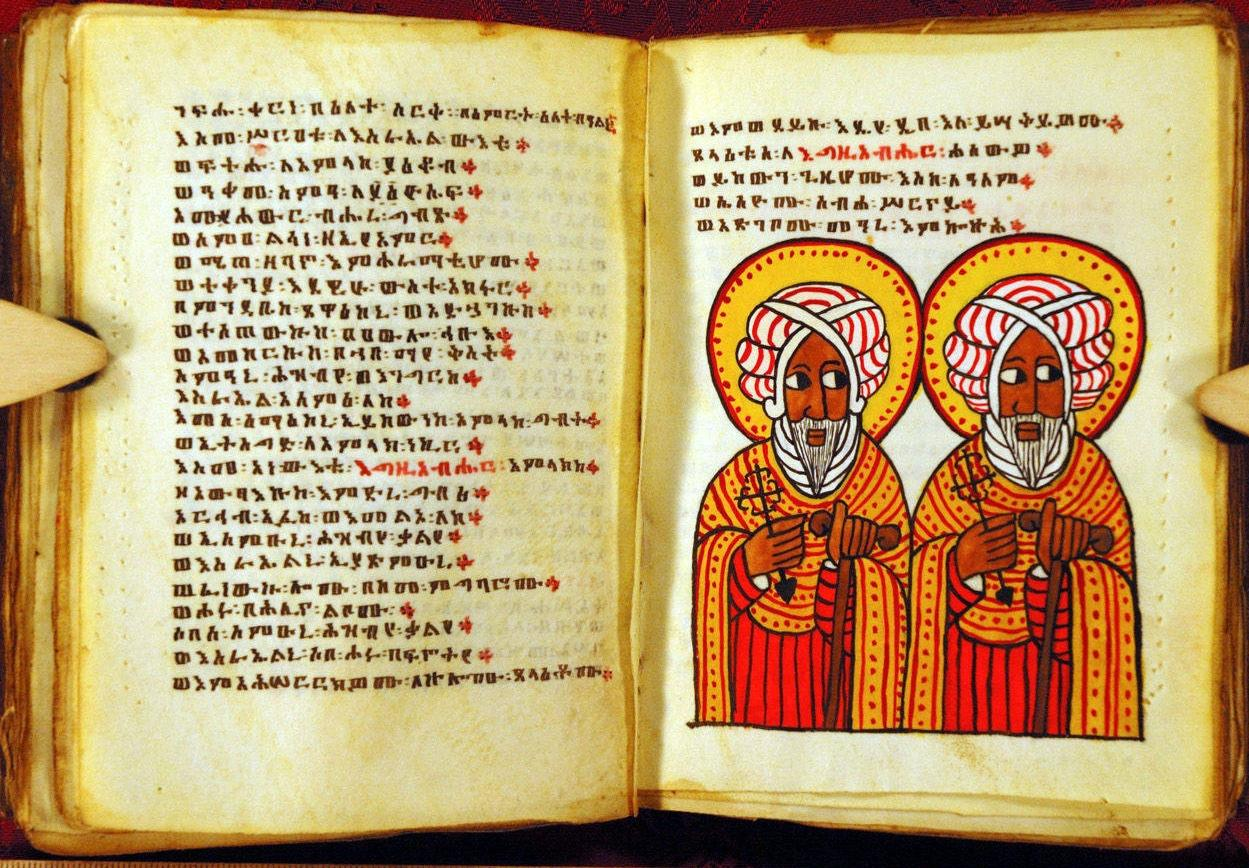
Bible éthiopienne du XXe siècle.

L'Éthiopie possède une très ancienne tradition littéraire, utilisant le système d'écriture guèze, remontant à son époque aksoumite. La littérature ancienne, dominée par l'enseignement religieux, est essentiellement morale dans son contenu.
La littérature amharique commence à se développer vers le XIIIe siècle, au cours de la dynastie Zagwe. On peut distinguer trois périodes majeures dans le développement de la littérature amharique moderne du XXe siècle : la période de l'occupation italienne (1935-1941), la période post-indépendance (1941-1974) et la période post-révolutionnaire (1974-aujourd'hui).
La philosophie écrite éthiopienne s'étend sur douze siècles de production littéraire. Elle connait une période de traduction littéraire, dominée par Le Fisalgwos (Le Physiologue) et Biä’afä Mikael (Le Livre des philosophes).

## Littérature en berbère

Écritures tifinaghs anciennes près d'Essouk au Mali.

La famille des langues berbères comprend les langues suivantes : tamazight, chleuh, kabyle, rifain, chaoui, chenoui et d'autres, anciennes, implantées en Afrique du Nord, principalement au Maroc, en Algérie, au Mali et au Niger.
Le touareg (langues touarègues), une langue berbère du Sahara, s'écrit avec l'alphabet ⵜⵉⵊⵉⵏⴰⵗ tifinagh depuis le IIIe siècle av. J.-C. qui est l'une des plus anciennes écriture de l'Afrique, elle utilise aussi l'abjad arabe depuis l'époque médiévale et l'alphabet latin est aujourd'hui officiel au Mali et au Niger. Depuis les années 1960, il existe enfin une écriture néo-tifinagh, ainsi que d'autres propositions de modernisation.
Pendant le Printemps berbère (Tafsut Imazighen) de mars 1980, plusieurs milliers d'Algériens berbérophones en Kabylie et à Alger manifestent pour l'officialisation de la langue tamazight en Algérie. En 2002, ils réussissent. Au xxe siècle, on constate une renaissance de la littérature berbérophone.

## Littérature en arabe

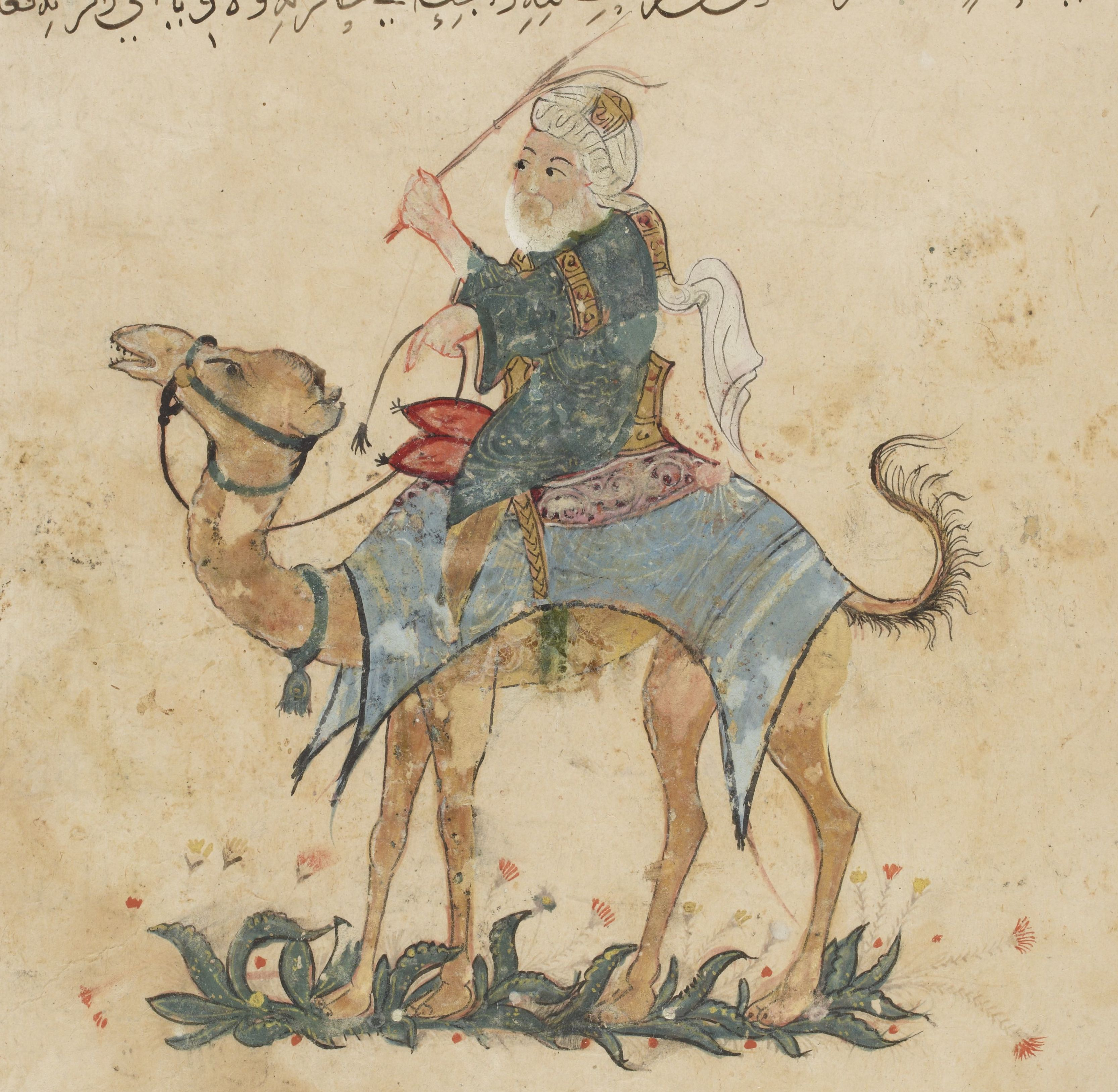
Ibn Battûta, un explorateur berbère célèbre pour ses récits de voyages.

La conquête musulmane de l'Égypte et du Maghreb, à partir des années 600, entraîne une diffusion de la langue arabe en Afrique. Les centres de scolarisation les plus importants sont, à l'époque, au Caire et à Alexandrie, en Égypte, ainsi qu'à Tombouctou au Mali, où se trouve l'ancienne université Sankoré. Même aujourd'hui, on estime qu'il y aurait au moins 300 000 manuscrits cachés dans les bibliothèques et les collections privées à Tombouctou, dont la plupart en arabe, avec quelques manuscrits en peul et en songhaï.
Parmi les écrivains d'expression arabe, les plus célèbres sont l'explorateur médiéval berbère Ibn Battûta et l'historien Ibn Khaldoun. Pour l'époque contemporaine, Naguib Mahfouz, d'expression arabe, reçoit le prix Nobel de littérature en 1988.
- Listes d'écrivains égyptiens, syriens, tunisiens, algériens, marocains, mauritaniens, soudanais, somalis ;
- Littérature musulmane ;
- Âge d'or de l'Islam, Sciences arabes, Scientifiques arabo-musulmans.

## Littératures orales et écrites subsahariennes

### La littérature orale

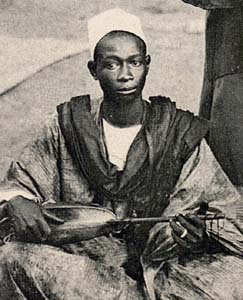
Griot (1910) avec un xalam.

En Afrique de l'Ouest, la littérature est souvent orale et transmise par les griots. Le récit est accompagné de musique. Les griots suivent une formation spécialisée et parlent des langues nigéro-congolaises.
Cette littérature orale est en prose ou sous forme de poésies. La prose est souvent mythologique ou historique dans son contenu. La poésie, souvent chantée, prend la forme de l'épopée narrative, de la poésie rituelle, des épigrammes, des proverbes, des énigmes. La poésie peut être adressée aux rois et autres dirigeants, et il existe une tradition de chansons d'amour ou de travail,.
Parmi les œuvres principales se trouve l'Épopée de Soundiata, relative à Soundiata Keïta (1190-1255), empereur du Mali. À côté de l'épopée Mandingue, il existe d'autres genres d'épopées. On trouve par exemple chez les Fangs d'Afrique Centrale l'épopée du Mvett, un récit en plusieurs épisodes, qui voit s'opposer deux peuples, celui des mortels d'Oku et les immortels d'Engong.
Cette culture orale trouve des prolongements dans l'écrit. Pour l'aire francophone, l'un des fondateurs de la négritude, Léopold Sédar Senghor, se déclare explicitement inspiré par la poésie orale de son pays et, pour une période plus récente, d'autres écrivains revendiqueront cette filiation, tel Jean-Marie Adiaffi, dans les années 1980.

### La littérature écrite
Au xxe siècle, Solomana Kante invente le n'ko pour transcrire les langues mandingues. Il écrit une Méthode pratique d'écriture n'ko et un Traité de sciences en n'ko, vers 1960.
En plus de l’ajami (écriture arabe) et des alphabets dérivés de l’alphabet latin, l’Afrique possède ainsi plusieurs écritures qui lui sont propres : bamoun, mandombe, alphabet n’ko, tifinaghs (écriture des touareg, également subsahariens), vaï, ADLaM, winanckôkrousè…

### Esclavage et colonialisme
L'esclavage en Afrique est ancien, et se développe avec les réseaux commerciaux non-africains et l'introduction de langues (et cultures) non africaines.
Le partage de l'Afrique (1880-1910) entre les diverses puissances coloniales occidentales impose l'usage de langues occidentales (allemand, anglais, espagnol, français, portugais, etc.), du moins dans les relations commerciales et administratives : anglophonie, francophonie, hispanophonie, lusophonie, etc.

## Littérature en français
Pour le lecteur francophone, il s'agit du premier aspect de la littérature africaine accessible, en dehors des traductions. La littérature francophone est (globalement, du moins en Afrique) la littérature d'expression française née pendant la colonisation française dans divers pays d'Afrique, au Maghreb dès la première moitié du XIXe siècle, avec une évolution de l’exotisme vers des textes anticoloniaux : mais elle prend véritablement son essor avec les indépendances.
Les relations Europe-Afrique, toutes zones confondues, se font sous le signe d'une manifeste incompréhension, ancienne et durable, au moins des instances dirigeantes. Le partage de l'Afrique (1885) n'est pas ambigu, même pas du côté français : idéologie coloniale française, stéréotypes sur l'histoire de l'Afrique.
En témoigne la vague d'expositions coloniales (dont exposition universelle, internationale et coloniale de Lyon de 1894, exposition nationale et coloniale de Rouen (1896), exposition coloniale de 1907, exposition franco-britannique de 1908, exposition coloniale de Marseille (1922), exposition coloniale internationale (1931), pour s'en tenir aux françaises), que résume le discours de Constantine (Albert Sarraut, 1927).
Parmi les productions textuelles dues à des Français de métropole, peu s'intéressent aux mondes culturels africains, à l'exception des linguistes, ethnographes, ethnologues africanistes, anthropologues, ou administrateurs coloniaux (africanistes), comme Maurice Delafosse (1870-1926).
Après les indépendances, quelques indices récents troublants sont le bilan économique de la colonisation en Afrique (1980-1990), le discours de Dakar (2007, Henri Guaino, Nicolas Sarkozy).

### La littérature subsaharienne

#### Périodes et auteurs
« La naissance d’une littérature africaine au sens « classique » du terme est généralement datée de l’entre-deux-guerres ». Avant cela, l'Afrique est d'abord sujet de récits de voyage et d'exploration au xixe siècle, puis du roman colonial, qui connaît son apogée entre les années 1920 et 1940, ce qui se superpose donc, en termes temporels, avec les débuts de la littérature écrite par les Africains.
Cette littérature est souvent découpée entre une période « coloniale » et une période « post-indépendance » car nombre des ouvrages sont inspirés par les réalités de l'époque, produisant d'abord des ouvrages critiques du colonialisme puis des œuvres dénonçant les régimes africains autoritaires,.
Ces tendances ne sont évidemment pas totalement homogènes. Ainsi, à la période « coloniale», en 1920, Quelques renseignements sur la coutume locale chez les Doualas du Camerounais Isaac Moumé Etia est une première sur le continent. L'Enfant noir, du Guinéen Camara Laye, paru en 1953, et devenu un classique de la littérature africaine, fait l'objet de vives critiques, notamment de la part de Mongo Beti, précisément parce qu'il ne dénonce pas suffisamment le fait colonial,. Pour la période « post-indépendance », Le Devoir de violence, du malien Yambo Ouologuem, paru en 1968 et qui reçoit le prix Renaudot, une première pour un Africain, est lui aussi critiqué pour avoir mis en scène la collaboration africaine au colonialisme ; l'auteur est aussi accusé de plagiat,.
Quant aux auteurs, « les critiques classent aujourd’hui les écrivains négro-africains en quatre générations : les pionniers, essentiellement des poètes (Aimé Césaire, Léopold Sédar Senghor, Léon Damas), les écrivains des environs des indépendances africaines (C. Laye, Mongo Beti, F. Oyono, Cheikh Hamidou Kane…), la génération de 1967 à 1980 (Ahmadou Kourouma, Yambo Ouologuem, Sembène Ousmane, Sony Labou Tansi, Henri Lopes, Williams Sassine, Alioum Fantouré, V. Mudimbe, Tierno Monénembo, etc.) et la génération d’après 1980, dans laquelle figurent plusieurs femmes (Ken Bugul, Calixthe Beyala, Véronique Tadjo, Aminata Sow Fall, etc.) ». Amadou Hampâté Bâ et Fatou Diome sont aussi cités parmi les auteurs d'importance,,.

#### Évolution de la littérature au cours duxxesiècle

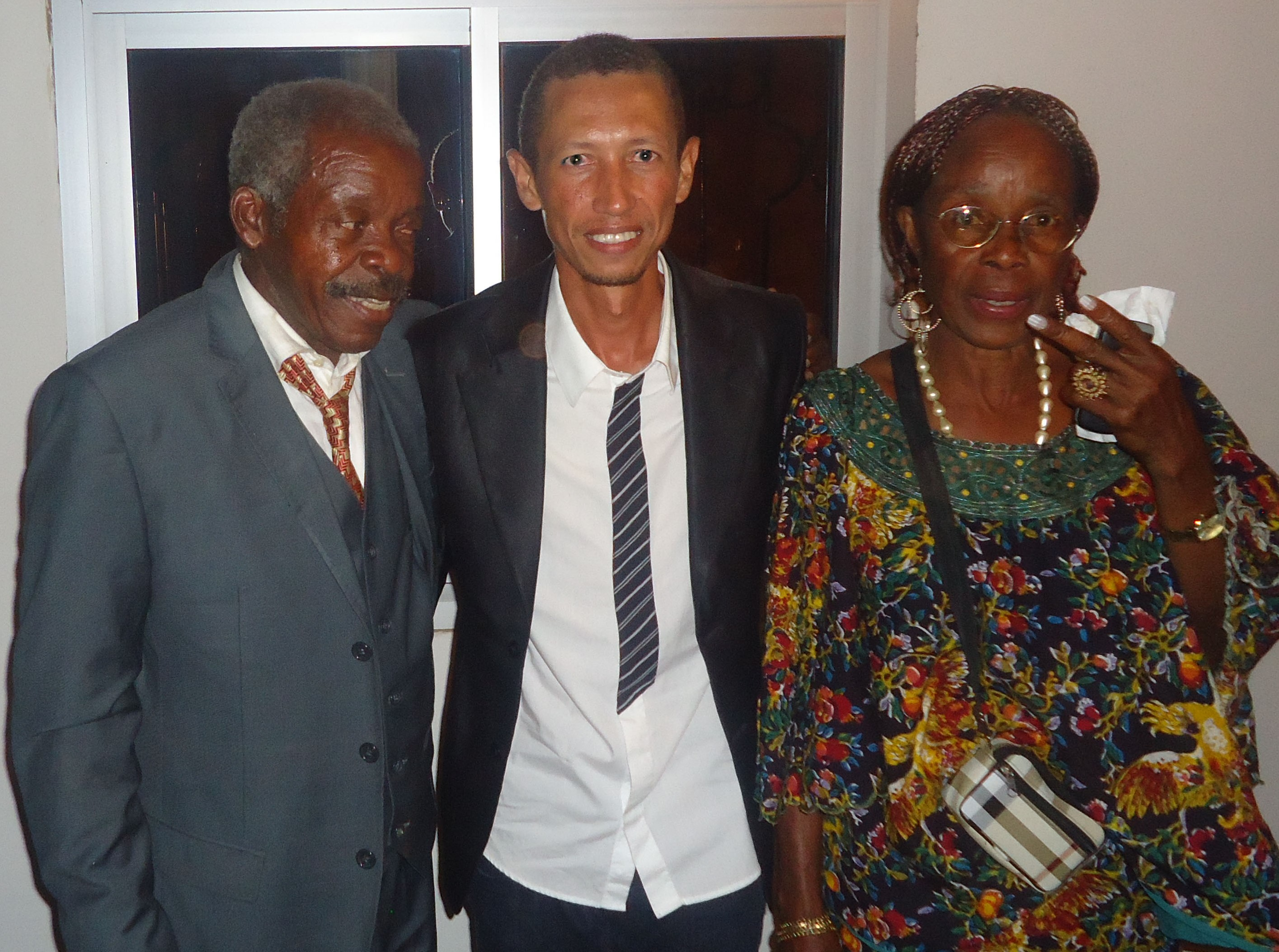
Eric Mendi entouré de Guillaume Oyônô Mbia et de l'épouse de ce dernier.

En 1921, René Maran reçoit le prix Goncourt pour son roman Batouala. Bien qu'il ne soit pas africain puisqu'il est né Guyanais et élevé en métropole, il a écrit son roman alors qu'il est fonctionnaire colonial en Afrique-Équatoriale française. Il y décrit la vie quotidienne en Centrafrique, à l'époque l'Oubangui-Chari ; le roman est un « sévère réquisitoire » contre les abus de la colonisation mais aussi une peinture des « vices » africains,. Son écriture comporte de nombreuses innovations et originalités. Il est considéré comme précurseur de la négritude, quoiqu'à titre personnel, il émettait des réserves quant à ce mouvement,.

##### L'après-guerre, le courant de la négritude
Après la Seconde Guerre mondiale, apparaît le mouvement de la négritude, un courant littéraire et politique, rassemblant des écrivains noirs francophones, dont Aimé Césaire, Léopold Sédar Senghor, Léon-Gontran Damas, Guy Tirolien, Tchicaya U Tam'si et Léopold Congo-Mbemba. Il trouve ses prémices chez Leo Frobenius, ethnologue allemand, qui publie en 1903 un ouvrage, Histoire de la civilisation africaine, décrivant l'Afrique comme un continent hautement civilisé, à l'inverse de l'idéologie coloniale qui considérait apporter la « civilisation » à un monde « sauvage ». Aimé Césaire et Léopold Sédar Senghor s'y référaient explicitement. Lié à l'anticolonialisme, le mouvement influence par la suite nombre de personnes proches du nationalisme noir, s'étendant bien au-delà de l'espace francophone. Le terme est forgé en 1935 par Aimé Césaire dans le numéro 3 de la revue des étudiants martiniquais L'Étudiant noir. Le concept est repris par Léopold Sédar Senghor dans ses Chants d'ombre (1948) ; il l'approfondit, opposant « la raison hellène » à l'« émotion noire ». D'après Senghor, la négritude est « l'ensemble des valeurs culturelles de l'Afrique noire » et « un fait, une culture. C'est l'ensemble des valeurs économiques, politiques, intellectuelles, morales, artistiques et sociales des peuples d'Afrique et des minorités noires d'Amérique, d'Asie et d'Océanie. » Le mouvement est porté par une revue, fondée en 1947, Présence africaine.
La négritude est critiquée, parfois violemment, dès la génération d'écrivains africains suivante, en particulier par les anglophones, mais son influence se poursuit et reste forte, surtout chez les francophones, au moins jusqu'aux années 1980.

##### Au-delà de la négritude
Les décennies 1950 et 1960 voient l'essor du roman africain d'expression française avec l'aide des maisons d'édition françaises. C'est l'époque des indépendances politiques et aussi celle d'une nouvelle forme d'écriture. Ahmadou Kourouma, avec Les Soleils des indépendances (1968), est représentatif du courant de la critique des régimes africains, mais il est aussi précurseur d'une écriture moins académique dans sa forme,, qui rompt avec la « littérature d'instituteurs ».
Dans les années 1970, les femmes font leur apparition en littérature. Mariama Bâ, avec son roman Une si longue lettre (1979), est l'une des premières représentantes ; elles ne quitteront plus la scène littéraire.
Les années 1980 voient l'apparition du roman policier, genre jusqu'alors délaissé et traité comme une sous-littérature en Afrique francophone comme en France. Le polar se montre, au début du xxie siècle, particulièrement dynamique en Afrique de l'Ouest, avec notamment le Malien Moussa Konaté, figure de l'« ethnopolar »,. Le roman policier, par son aspect réaliste, permet de montrer une certaine réalité sociale, celle de la marge.
À partir des années 1990, la littérature africaine d'expression française « se diversifie tant sur le plan thématique que sur celui de l’esthétique et de l’écriture » et elle entend explicitement se dégager de son caractère identitaire et revendicatif et aspire à être une littérature qui devrait être considérée uniquement selon ses qualités intrinsèques,. Cette revendication est notamment celle d'écrivains africains ou d'origine africaine, nés ou immigrés en Europe, les « négropolitains » ou « afropolitains » et ceux relevant de la « migritude » qui, à la croisée des cultures, revendiquent de n'être ni purement africains ni totalement occidentalisés,,.

##### Tendances au début duxxiesiècle

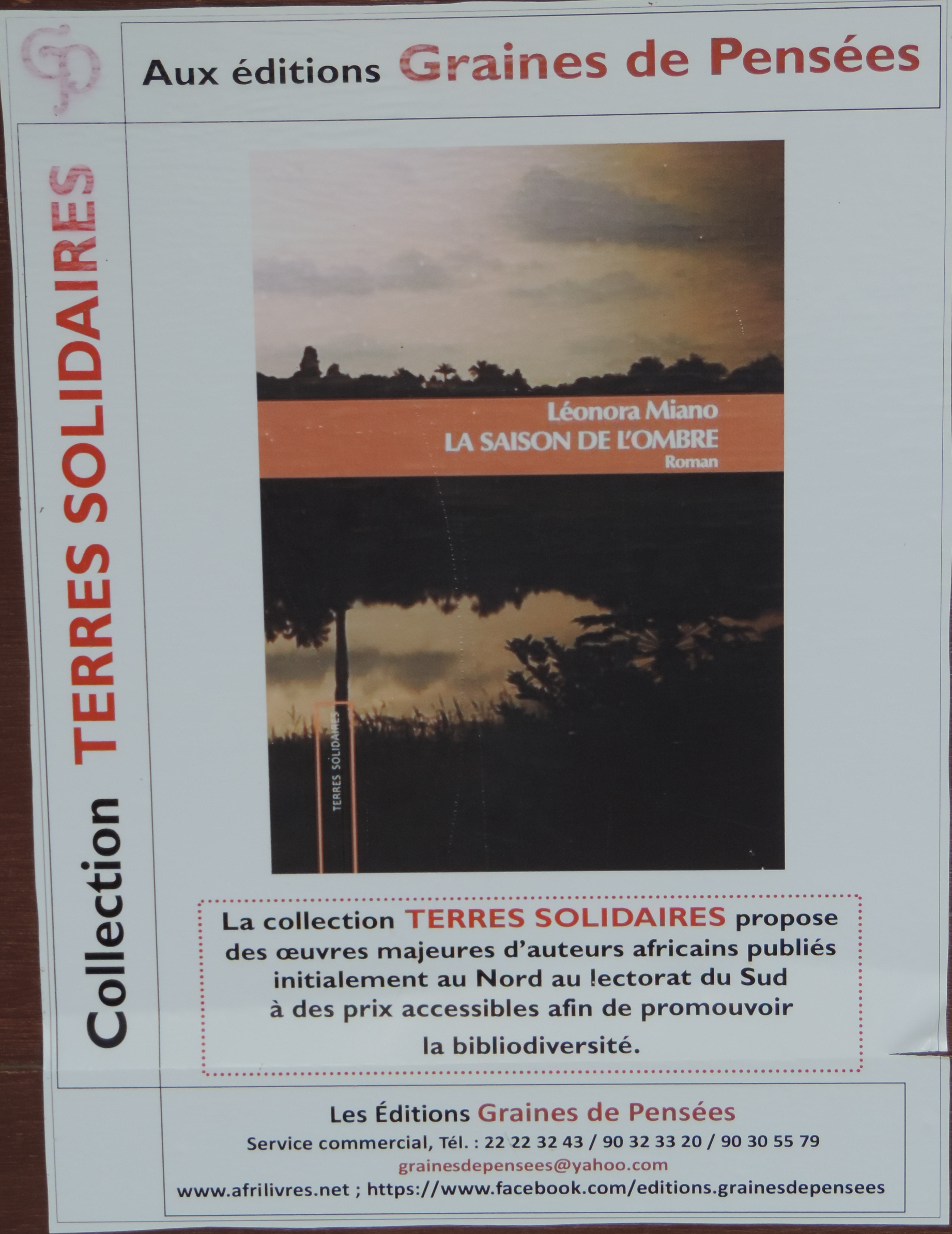
Publicité pour une maison d'édition africaine rééditant des ouvrages initialement publiés au « nord ».

L'édition africaine est limitée, l'essentiel des publications étant réalisées (et lues) en Europe,.
Au début du xxie siècle, un nouvel engouement se fait pourtant sentir, dont témoignent les concours et autres initiatives littéraires à travers le continent. Ainsi, en 2012, le Salon international du livre d'Abidjan est-il relancé après huit ans d'éclipse, en 2013 se créent les Grands Prix des associations littéraires, en 2014 est lancé, au Tchad, le festival Le souffle de l'harmattan. En 2017, Conakry, capitale de la Guinée, est déclarée « capitale mondiale du Livre 2017 » par l'UNESCO.
Parmi les écrivains francophones d'Afrique noire les plus appréciés au Nord de la Méditerranée :
- Ahmadou Kourouma (1927-2003) ;
- Tierno Monénembo (1947-) ;
- Alain Mabanckou (1966-) ;
- Mohamed Mbougar Sarr (1990-).

## Littérature en d'autres langues européennes
Divers empires coloniaux européens se sont constitués, mondialement, durablement ou non, imposant si possible une de leurs langues nationales, d'abord dans leurs comptoirs, puis dans leurs colonies (de peuplement ou non).
L'Empire colonial allemand (1884-1922) a concerné en Afrique le Sud-Ouest africain allemand (1884-1915, actuelle Namibie), l'Afrique orientale allemande (actuellement Burundi, Rwanda et Tanzanie continentale), le Swahililand (la région de Lamu au Kenya actuel), et en Afrique de l'Ouest le Togoland (actuel Togo) et le Kamerun (actuel Cameroun). Les possessions prussiennes, la Côte-de-l'Or prussienne (1682–1721), Arguin (1685-1721) et Ouidah (vers 1700, au Bénin), ne sont alors qu'un lointain souvenir. La langue allemande, encore en usage pour une minorité en Namibie, retrouve une présence grâce à l'Institut Goethe. Il existe enfin en Namibie un pidgin, Küchendeutsch.
De l'Empire colonial néerlandais en Afrique, subsiste la forte présence de l'afrikaans en Afrique du Sud, mais aussi en Namibie, Botswana et Zimbabwe.
Parmi les puissances non européennes, l'Empire ottoman (1299-1922) a surtout concerné en Afrique la partie nord et nord-est : Égypte, Soudan, Érythrée, Libye, Tunisie, Algérie, pour la langue turque.
La sultanat d'Oman a été le centre d'un vaste empire colonial, qui a concerné la côte Est de l'Afrique, et qui y a diffusé la langue arabe et l'islam.
Ces langues non-africaines se maintiennent longtemps après les indépendances, de manière variable, dans divers cadres, dont celui de la globalisation des échanges, qui amène également d'autres langues non africaines.

### Littérature africaine en portugais
- Pays africains de langue officielle portugaise (PALOP) ;
- Littératures angolaise, bissaoguinéenne, capverdienne, équatoguinéenne, mozambicaine, santoméenne ;
- Liste d'écrivains angolais ;
- Liste d'écrivains mozambicains.

La littérature lusophone en Afrique se trouve principalement en Angola et au Mozambique, deux anciennes colonies portugaises.
La littérature angolaise apparaît au XIXe siècle. La diversité de la culture d'Angola se reflète dans la diversité de sa littérature, traditionnellement combative et satirique.
En 2006, l'écrivain angolais José Luandino Vieira gagne le prix Camões, mais il le refuse pour « des raisons personnelles et intimes »,. Agostinho Neto, le premier président d'Angola, était lui-même un poète illustre. Les autres écrivains angolais célèbres sont Viriato da Cruz (en), António Jacinto (1924-1991), Oscar Ribas, Mario Antonio, Arlindo Barbeitos, Henrique Abranches, Pepetela et Botelho de Vasconcelos.
Le Mozambique a vu fleurir les romanciers Paulina Chiziane, Mia Couto, Lina Magaia, Orlando Marques de Almeida Mendes et Lília Momplé ; les nouvellistes Luís Bernardo Honwana et Ungulani Ba Ka Khosa et les poètes José Craveirinha et Noémia de Sousa,.

### Littérature africaine en espagnol
L'Afrique compte environ deux millions d'hispanophones, concentrés dans les territoires espagnols (Îles Canaries, Ceuta, Melilla et les plazas de soberanía, « lieux de souveraineté » en espagnol) et en Guinée équatoriale : liste des anciennes colonies ou territoires espagnols. Au Maroc et au Sahara occidental, certaines populations ont des caractéristiques hispaniques, mais ces pays sont d'abord fortement influencés par les cultures arabe et amazighe. Au Gabon, ancienne colonie française, dont la langue officielle est le français, l'espagnol a été déclaré langue officielle en novembre 2006 dans la ville de Cocobeach.
Il existe donc des spécificités des écrivains hispanophones ultra-marins de ces différentes places.
Il existe enfin une littérature équatoguinéenne.

### Littérature africaine en anglais

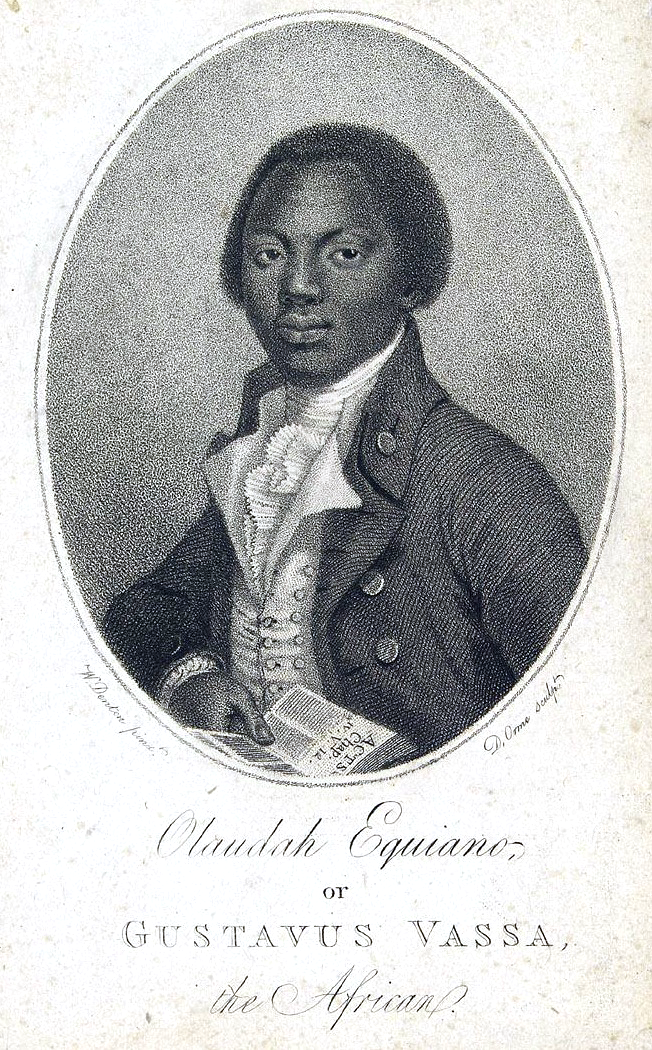
Olaudah Equiano (1745-1797), écrivain anglophone d'Afrique.

Outre les romans coloniaux, les œuvres en anglais les plus connues de l'époque de la colonisation sont en général des narrations d'esclavage, pour exemple The Interesting Narrative of the Life of Olaudah Equiano (1789) de l'affranchi éponyme, ou le moins connu Autobiography of Nicholas Said. Olaudah Equiano (1745-1797) devint une figure influente de l'abolition de l'esclavage.
En 1911, le Ghanéen Joseph Ephraim Casely-Hayford (1866-1930) publie ce qui est probablement le premier roman africain anglophone, Ethiopia Unbound: Studies in Race Emancipation. Pendant la même période, des pièces de théâtre commencent à apparaître. En 1935, Herbert Isaac Ernest Dhlomo (en) (1903-1956), d'Afrique du Sud, publie la première pièce anglophone d'Afrique, The Girl Who Killed to Save: Nongqawuse the Liberator. En 1962, Ngugi wa Thiong'o (1938-), du Kenya, écrit le premier drame d'Afrique d'Est,  The Black Hermit, une histoire d'avertissement contre le tribalisme, forme de racisme entre les tribus africaines.
En 1979, Dambudzo Marechera (1952-1987) est le premier lauréat africain du Guardian Fiction Prize, avec son premier roman La Maison de la faim (en).
En 1986, Wole Soyinka (1934-) devient le premier écrivain africain après les indépendances à remporter le prix Nobel de littérature. En 1991, une autre anglophone, Nadine Gordimer (1923-2014), gagne le même prix. En 2003, l'anglophone J. M. Coetzee (1940-) le remporte également. Nadine Gordimer et J. M. Coetzee étaient sud-africains ; ils combattaient l'apartheid.

### Littérature en afrikaans
L'Afrique du Sud compte également une littérature afrikaans avec des auteurs tels que Francis William Reitz, Stephanus Jacobus du Toit, Eugène Marais, Jan Celliers, Louis Leipoldt, Elisabeth Eybers, Sheila Cussons, Dalene Matthee, Jeanne Goosen, etc. Les écrivains s'expriment soit en afrikaans (les Afrikaners mais aussi des métis et plus exceptionnellement quelques écrivains noirs), soit en anglais, considéré comme lingua franca par une grande partie de la population. Les auteurs afrikaans ont longtemps été obnubilés par l'apartheid, comme les auteurs noirs, mais cette littérature aborde aussi fréquemment les thèmes de la nature, de la décomposition et de la destruction du monde.

## Littératures en d'autres langues africaines
Toutes les langues, africaines ou non, permettent la communication entre les hommes, depuis au moins un million d'années :
- conversation (y compris par téléphonie ou vidéophonie), échange d'information, joute oratoire, palabre, essentiellement communautaire ;
- techniques (chasse, pêche, cueillette, horticulture, agriculture, cuisine, artisanat, pharmacopée, médecine) : lexique de termes, procédés, pratiques ;
- formes brèves (parémis, doxologie, gnomique) : proverbes, maximes, adages, dictons, devises, emblèmes, devinettes, énigmes, virelangues ;
- fable, conte ;
- chant (remerciement, louange, éloge, victoire, paix, lamentation, hymne, gibier, danse, actualité...), chanson, chanson enfantine, comptine, berceuse, chantefable ;
- théâtre traditionnel (dont improvisation sur scénarios) ;
- plaidoyer ;
- déclaration de lignées (généalogies, familles, villages) : listes ordonnées de noms (anthroponymes) et de lieux (toponymes), chroniques dynastiques, textes historico-politiques (version officielle pour telle communauté) ;
- récits fondateurs (mythes, légendes, épopées) ;
- récits initiatiques ;
- rites et rituels (religieux et civils), invocations, prières, bénédictions, etc.

Toutes les langues africaines, de tradition orale, d'orature, n'ont pas accédé à l'écriture, ou seulement très récemment. La notation ou transcription des performances orales (généralement collectives) est toujours réductrice (tons, rythmes, effets vocaux).
La presse écrite, en langues (trans)nationales et/ou en langues régionales, de tout type, peut être un bon indicateur de vitalité de telle langue (ou de tel dialecte), même si l'analphabétisme reste encore important dans de nombreux pays africains.
Des corpus de toutes les langues (africaines), potentiellement, sont enregistrés et/ou sont diffusés :
- musique vocale, ethnomusicologie, patrimoine culturel immatériel, bibliothèque numérique ;
- oralité technologique : radio, téléphonie, disque, bande magnétique, cassette, disquette, CD, etc. ;
- néo-oralité (numérique) : radio, vidéo, téléphonie, télévision, internet, podcasting, vlog.

Outre les variétés régionales des langues importées (anglais, allemand, arabe, espagnol, français, portugais, etc.), certaines langues véhiculaires se sont créées : créoles, camfranglais, nouchi et autres pidgins et argots.
Parmi les ressources :
- Ngugi wa Thiong'o, Décoloniser l'esprit (1986) ;
- Veronika Görög, Littérature orale africaine : Bibliographie analytique (Périodiques), 1969 ;
- Mor Dieye, L'oralité en Afrique, 2012 ;
- Ousseynou Wade, La force du verbe dans la tradition orale wolof: l'exemple des chants du Cercle de la jeunesse de Louga, DEA, 2007.

### Littérature en swahili
En Tanzanie, le swahili est devenu la langue officielle en 1966. Ainsi, la littérature anglaise n'a pas encore eu un grand impact dans le pays, d'autrant que la poésie en swahili dispose déjà une tradition ancienne qui s'étend sur des centaines d'années.
Par ailleurs, l'influence grandissante du kiswahili a contribué à un affaiblissement du poids de la centaine des autres langues locales. Cette langue bantoue, originaire de Tanzanie, joue depuis plusieurs siècles un rôle important comme langue véhiculaire dans une grande partie de l’Afrique subsaharienne, de culture swahilie.
Le manuscrit le plus ancien nous étant parvenu date du XVIe siècle, et serait écrit dans un dialecte du kiswahili du Nord proche du kiamu, mais dans un état évidemment ancien. L'un des grands innovateurs est Shaaban Robert (en) (1909-1962), qui, en 1934, commence à écrire dans un style traditionnel sur les sujets tels que le colonialisme et le nationalisme. Il a écrit aussi des romans : Kufikirika (1946) et Kusadikika (1951).
La première œuvre en prose moderne en swahili paraît, en 1934, avec le livre Uhuru wa watumwa de James Juma Mbotela, bientôt traduit en anglais, et salué par les Britanniques comme un travail pionnier, tandis que les indigènes étaient plus indifférents, et le considèrent comme trop favorable au pouvoir colonial. Ces dernières années, l'authenticité du livre a même été remise en question.
Le traducteur de la Bible Aniceti Kitezera crée en 1945 un volumineux roman dans la langue kikerewe. Incapable de trouver un éditeur acceptant de publier l'œuvre, il se met à l'auto-traduire en swahili. En 1981, la traduction et le travail terminés, Bwana na Bibi Myombekere Bugonoka na na Ntulanalwo Bulihwali ("M. et Mme Myombekere Bugonoka et Ntulanalwo et Bulihwali») est alors un roman de plus de mille pages sur les enfants de trois générations : une des œuvres littéraires les plus importantes dans toutes les langues africaines.
Mathias E. Mnyampala (1917-1969), juriste, historien et poète, participe de façon significative au décrochage ethnique de la littérature d'expression swahilie, en poésie en particulier. D'origine ni insulaire, ni côtière, ni swahilie et né dans la région de Dodoma au centre de la Tanzanie, il parvient à devenir un maître des formes classiques de la poésie des Swahilis du rivage occidental de l'océan indien. Par son œuvre se laisse entrapercevoir une puissante dynamique de diffusion à l'échelle continentale du kiswahili et de ses lettres classiques. Elle comprend plus de vingt-cinq livres dont une anthologie de ses poèmes, des traités d'histoire de sa région natale, de la langue swahilie, des poèmes religieux et politiques. Mathias E. Mnyampala a aussi rédigé son autobiographie à la fin de sa vie. Militant du socialisme tanzanien ujamaa na kujitegemea et grand patriote, il est, jusqu'en 1966, le président de l'association nationale des poètes ou UKUTA "le rempart", avec pour charge, la diffusion de la langue officielle par la poésie.
- Swahilis, culture swahilie ;
- Fumo Liyongo, figure médiévale mythique ;
- Chronique de Pate ;
- Littérature en swahili, site ELLAF.

- Mwana Kupona (?-1865) ;
- Dada Masiti (1810 ?-1919), en swahili chimwiini ;
- Aniceti Kitereza (en) (1896-1981) ;
- Shaaban bin Robert (en) (1909-1962) ;
- Mzee Hamis Akida (1914-2007) ;
- Mathias E. Mnyampala (1917-1969) ;
- Pera Ridhiwani (1917–1997 ) ;
- Muhammed Said Abdulla (en) (1918-1991) ;
- Ali Mazrui (1933-2014) ;
- Haji Gora Haji (en) (1933-2021) ;
- Gabriel Ruhumbika (1938-) ;
- Farouk Topan (en) (1940-) ;
- Adam Shafi Adam (1940-) ;
- Ebrahim Hussein (en) (1943-) ;
- Martha Mvungi (en) (1943-2017) ;
- Euphrase Kezilahabi (en) (1944-2020) ;
- Mohamed Suleiman Mohamed (1945-) ;
- Katama Mkangi (1945-2004) ;
- Abdilatif Abdalla (1946-) ;
- May Balisidya (en) (1947-1997) ;
- Said Khamis (1947-) ;
- Penina Muhando (1948-) ;
- Elieshi Lema (1949-) ;
- Christopher Mwashinga (en) (1965-) ;
- Fadhy Mtanga (en) (1981-) ;
- Edwin Semzaba (en) (?) ;
- Rebecca Nandwa (en) (?).

### Littérature en wolof
L'écrivain sénégalais Boubacar Boris Diop publie son roman Doomi Golo en wolof en 2002. À l'inverse, le roman de Cheikh Hamidou Kane, Les Gardiens du temple, son deuxième livre, sorti sept ans plus tôt en 1995, est publié dans un premier temps en français, puis traduit dans un deuxième temps en wolof.
- Littérature en wolof, site ELLAF.

### Littérature enyoruba
- Littérature yoruba ;
- Bilkisu Funtuwa (1960-) ;
- Remi Raji (1961-) ;

- Daniel O. Fagunwa (1903-1963) ;
- Hubert Ogunde (1916-1990) ;
- Amos Tutuola (1920-1997) ;
- Afolabi Olabimtan (en) (1932-2003 ;
- Wole Soyinka (1934-) ;
- Akinwunmi Isola (1939-2018) ;
- Duro Ladipọ (en) (1931–1978) ;
- Femi Osofisan (en) (1946-).

### Autres langues
- Littérature en langues peules (en) (peul/pular/fulfulde) ;
- Littérature en langues chewa (en) (chewa/nyanja, langue bantou) ;
- Littérature en zoulou (en) (zoulou, langue bantou nguni) ;
- Littérature somalienne, Littérature en somali, site ELLAF ;
- Écrivains en langue haoussa (en), Littérature en haoussa, site ELLAF ;
- Littérature en fang, site ELLAF ;
- Littérature en kikongo, site ELLAF ;
- Littérature en kinyarwanda, site ELLAF.

## Afrique contemporaine: littératures africaines
Après une Première Guerre mondiale désastreuse (théâtre africain, pertes humaines, victimes africaines), la Seconde Guerre mondiale, (en Afrique de l'Est, en Afrique du Nord, en AOF, pertes humaines) attise les résistances, les revendications, les nationalismes. Des mouvements de libération nationale débutent des guerres de libération nationale. Les décolonisations peuvent commencer : 1945-1975 pour l'essentiel.
Des États nationaux se constituent, généralement multilingues et multiculturels, parfois déchirés par les conflits (intra- et inter-étatiques).
Il convient donc de parler de littératures nationales, en plus des littératures des petites ou grandes aires linguistiques, qui ne se soucient guère des frontières.
« Nous à qui l'histoire avait piqué cinq siècles. » (Sony Labou Tansi, Le Commencement des douleurs (1995).

### Littératures africaines modernes (au sens principalement des États nationaux)
- Nord :
  - Littérature marocaine, Littérature algérienne, Littérature tunisienne ;
  - Littérature libyenne, Littérature égyptienne, copte ;
- Est :
  - Littérature éthiopienne, érythréenne, sud-soudanaise, soudanaise ;
  - Littérature djiboutienne, Littérature somalienne ;
  - Littérature burundaise, Littérature rwandaise, ougandaise ;
  - Littérature kényane, tanzanienne ;
- Ouest :
  - Littérature mauritanienne, Littérature malienne, Littérature sénégalaise, Littérature burkinabée, Littérature ivoirienne ;
  - Littérature béninoise, gambienne, ghanéenne ;
  - Littérature capverdienne, Littérature bissaoguinéenne, Littérature guinéenne ;
  - Littérature nigérienne, Littérature nigériane, Littérature togolaise ;
  - Littérature libérienne, sierra-léonaise ;
- Centre :
  - Littérature camerounaise, centrafricaine, tchadienne ;
  - Littérature congolaise (RC), congolaise (RDC), gabonaise ;
  - Littérature santoméenne, Littérature équatoguinéenne ;
- Sud :
  - Littérature angolaise, Littérature mozambicaine ;
  - Littérature namibienne ;
  - Littérature sud-africaine ;
  - Littérature eswatinienne, zambienne, zimbabwéenne ;
  - Littérature botswanaise, lésothienne, malawite ;
  - Littérature comorienne, Littérature malgache, Littérature mauricienne, réunionnaise, seychelloise.

## Genres

### Conte
- Tradition orale
- Mémoire culturelle
- Griot, poète chanteur ambulant, porte-parole communautaire, médiateur vocal, narrateur, maître/ministre/serviteur de la parole
- Récit africain
- Conte oral en Afrique
- Collecteurs de contes africains

### Poésie
- Béatrice Bonhomme (CTELA), Véronique Magri (BCL), Karfa Kamagaté (BCL), « Lyrisme et oralité dans la poésie africaine d’expression française », sur fabula.org, 2023 (consulté le 9 octobre 2024)
- Daniel Delas, « Afriques en poésie », sur fabula.org, 27 mars 2023 (consulté le 9 octobre 2024)
- Hélène N’Gbesso, « Nouvelles tendances de la poésie écrite en Afrique noire francophone de 1970 à 2000 », sur theses.hal.science, 16 juin 2014 (consulté le 9 octobre 2024)
- Mélanie Bourlet et Xavier Garnier, « Trois enjeux de la poésie écrite en langues africaines », sur shs.cairn.info, Po&Sie, 2015 (consulté le 9 octobre 2024)
- Christian Skydou, « Épopée et identité : exemples africains [article] », sur persee.fr, Journal des africanistes, 1988 (consulté le 9 octobre 2024)

### Philosophie et sciences humaines et sociales
- Africanisme (sciences humaines et naturelles)
- Noirisme (Haïti)
- Womanism
- Philosophie africaine, Philosophia Africana (revue, 1988)
- Conseil pour le développement de la recherche en sciences sociales en Afrique (1973, Dakar)

### Roman
- 25 romans clés de la littérature négro-africaine
- Le roman policier et l'Afrique, sur polars-africains.com
- Oulimata Gueye, « La science-fiction africaine, laboratoire d’un autre futur », sur shs.cairn.info, Le Monde, 2015 (consulté le 10 octobre 2024), Flora Amabiamina, Alain Roger Boayéniak Bayo , La science fiction africaine, Pygmies éd., Cameroun, 2024
- Pierre Martial Abossolo, Fantastique et littérature africaine contemporaine : entre rupture et soumission aux schémas occidentaux, Honoré Champion, Paris, 2015[85]
- Sylla Pape Mawade, Poétique du fantastique dans le roman africain anglophone, Editions Universitaires Européennes, 2019
- Moussa Coulibaly, Bassidiki Kamagaté, Bidy Cyprien Bodo, Les écritures de l'horreur en littératures africaines, Études africaines, 2016
- Xavier Garnier, Le roman africain d'expression française, Paris 13, 1997, cours

### Théâtre
- Théâtre africain, théâtres africains (catégorie)
- Théâtre algérien, Théâtre marocain, Théâtre tunisien
- Concours théâtral interafricain (1967-1992, Ocora Radio France)
- Masque traditionnel africain (en rituels)

## Courants et mouvements
- Afrocentrisme ;
- Afrofuturisme ;
- Afro-surréalisme (en) ;
- Études postcoloniales ;
- Études décoloniales ;
- Nationalisme noir ;
- Négritude ;
- Panafricanisme ;
- Subalternité.

## Auteurs
- Liste de listes d'écrivains africains ;
- Poètes africains, Liste de poètes africains (en) ;
- Poétesses africaines ;
- Dramaturges par nationalité ;
- Romanciers par nationalité ;
- Nouvellistes par nationalité ;
- Essayistes par nationalité.

Quelques grands noms :
- Africanus Horton (en) (1835-1883) ;
- Thomas Mofolo (1876-1948) ;
- Taha Hussein (1889-1973) ;
- Tawfiq al-Hakim (1898-1987) ;
- Amadou Hampâté Bâ (1900-1991) ;
- Léopold Sédar Senghor (1906-2001) ;
- Naguib Mahfouz (1911-2006) ;
- Amos Tutuola (1920-1997) ;
- Cheikh Anta Diop (1923-1986) ;
- Ousmane Sembène (1923-2007) ;
- Nadine Gordimer (1923-2014) ;
- Ahmadou Kourouma (1927-2003) ;
- Mariama Bâ (1929-1981) ;
- Francis Bebey (1929-2001) ;
- Ferdinand Oyono (1929-2010) ;
- Tayeb Salih (1929-2009) ;
- Chinua Achebe (1930-2013) ;
- Tchicaya U Tam'si (1931-1988) ;
- Flora Nwapa (1931-1993) ;
- Mongo Beti (1932-2001) ;
- Wole Soyinka (1934-) ;
- Henri Lopes (1937-) ;
- Ngugi wa Thiong'o (1938-) ;
- Ayi Kwei Armah (1939-) ;
- J. M. Coetzee (1940-) ;
- Aminata Sow Fall (1941-) ;
- Nuruddin Farah (1945-) ;
- Sony Labou Tansi (1947-1995) ;
- Abdulrazak Gurnah (1948-) ; ;
- Amadou Lamine Sall (1951-) ;
- Mia Couto (1955-) ;
- Ben Okri (1959-) ;
- Phaswane Mpe (en) (1970-2004) ;
- Chimamanda Ngozi Adichie (1977-).

## Œuvres
- African Writers Series (Heinemann) (1962, 2003, 2011), qui publie des textes littéraires d'écrivains africains majeurs, de toute langue ;
- Œuvres littéraires par nationalité ;
- Romans africains ;
- Bande dessinée africaine ;
- Encyclopédies africaines (en) ;
- Longman African classics (de) ;
- Poèmes d'Afrique noire (en) (1975), anthologie poétique réalisée par Wole Soyinka ;
- The Penguin Book of Modern African Poetry (en) (1963, 1984), anthologie poétique par Gerald Moore et Ulli Beier.

## Institutions
- Bibliothèque de littérature africaine d'Oxford (de) (Oxford Library of African Literature) ;
- Confédération internationale de recherche sur la littérature et la culture africaines (en) ;
- Pan African Writers' Association (en) ;
- African Writers Trust (en) (2009) ;
- Africa39 (2014) ;
- African Publishers Network (en).

### Revues
- Third Text (1987-) ;
- Revue noire (1991-2000) ;
- Africultures (1997-) ;
- Enkare Review (en) (2016) ;
- Afrolivresque (2015-)  ;
- Revue Africaine (1856-1962).
- Carnets de littératures africaines, sur apela.hypotheses.org[86]

### Prix
- Prix littéraires africains ;
- Grands Prix des associations littéraires (Cameroun) ;
- Grand prix Afrique, ex-Grand prix littéraire d'Afrique noire ;
- Grand prix national Bernard Dadié de la littérature (Côte d'Ivoire) ;
- Prix Caine pour l'écriture africaine de la nouvelle africaine (depuis 2000) ;
- Prix Ivoire ;
- Prix Les Afriques (depuis 2015)[87] ;
- Prix Noma de publication en Afrique (1979-2009) ;
- Prix Tchicaya U Tam'si pour la poésie africaine (depuis 2009) ;
- Prix Yambo-Ouologuem (depuis 2008) ;
- Grand Prix des mécènes (depuis 2014) ;
- Prix Éthiophile (depuis 2015) ;
- Prix Orange du Livre en Afrique (depuis 2019) ;
- Prix Voix d'Afrique (Lattès/RFI/Cité int. des Arts)[88].

## Reconnaissances
L'Afrique compte cinq lauréats du prix Nobel de littérature :
- Wole Soyinka, 1986, nigérian, d'expression anglaise ;
- Naguib Mahfouz, 1988, égyptien, d'expression arabe ;
- Nadine Gordimer, 1991, sud-Africaine, d'expression anglaise ;
- J. M. Coetzee, d'expression anglaise, originaire d'Afrique du Sud, naturalisé australien en 2006, prix Nobel en 2003[90] ;
- Abdulrazak Gurnah (1948-), 2021, né à Zanzibar, exilé au Royaume-Uni, d'expression anglaise.

Par ailleurs, deux écrivains africains se sont vu décerner le Prix Princesse des Asturies de littérature : 
- Fatima Mernissi (Maroc) en 2003 ;
- Amin Maalouf (Liban)/France) en 2010.